# Lakatjärnen (Lycksele socken, Lappland)
Lakatjärnen är en sjö i Lycksele kommun i Lappland och ingår i Öreälvens huvudavrinningsområde. Lakatjärnen ligger i Öreälven Natura 2000-område.